# Cyphura falka
Cyphura falka är en fjärilsart som beskrevs av Swinhoe. Cyphura falka ingår i släktet Cyphura och familjen Uraniidae. Inga underarter finns listade i Catalogue of Life.